# Anabolizem
Anabolizem (grško αναβολισμός) je del presnove, ki zajema izgradnjo telesu lastnih snovi iz manjših molekul, pri čemer se porablja energija. Energija za anabolne procese izhaja pri fototrofnih organizmih iz sončne energije, pri kemotrofnih organizmih pa s katabolnimi procesi energetsko bogatih molekul. Energija, ki vstopa v anabolne procese, je shranjena v molekulah ATP. Načeloma so anabolne reakcije oksidativni procesi.
Anabolni procesi so osnova za rast organizmov. Če je anabolizem zavrt, govorimo o atrofiji.
Glej tudi Metabolizem, presnovo snovi v telesu in katabolizem.